# متحف القلعة (أربيل)
متحف القلعة، هو متحف للآثار يقع في داخل قلعة أربيل في مدينة أربيل. ويضــم الكـثير من الأعمال اليدوية التي يناهز عددها 40 قطعة أثرية و يعود تاريخ البعــض منها إلى مئات السنين.